# Please Please Please (песня Сабрины Карпентер)

Промопостер музыкального видео

«Please Please Please»  — песня американской певицы и автора-исполнителя Сабрины Карпентер. Она была выпущена 6 июня 2024 года на лейбле Island Records в качестве второго сингла с её грядущего шестого студийного альбома Short n’ Sweet (2024).. Карпентер написала песню вместе с Эми Аллен и Джеком Антоноффом, причём последний выступил продюсером. Поп-баллада содержит музыкальные влияния диско, кантри и яхт-рока; в тексте певица призывает своего бойфренда не совершать ошибок и не портить её репутацию.
Как и предыдущий сингл Карпентер «Espresso», «Please Please Please» сразу же стал коммерчески успешным. Песня достигла первого места в Billboard Hot 100, став вторым её синглом в Топ-10. В других странах «Please Please Please» возглавила хит-парады в Австралии, Великобритании, Ирландии, Новой Зеландии, Норвегии и Streaming Songs, а также попала в первую десятку в Канаде, Швеции, Исландии и Португалии.
Песня «Please Please Please» была номинирована на премию Песня года на 67-й церемонии «Грэмми». Дуэтная версия с участием Долли Партон вышла в в феврале 2025 года.

## История
После коммерческого успеха песни «Espresso» певица объявила о своём предстоящем шестом студийном альбоме Short n’ Sweet 3 июня 2024 года. Одновременно она пообещала поклонникам сюрприз, которым оказался сингл. Всего два дня спустя Карпентер вышла в социальные сети, чтобы объявить о выходе песни и поделиться тизером сопровождающего её клипа, в котором она демонстрирует кинематографические визуальные образы, призванные показать её актёрское мастерство. В клипе она предстаёт в кружевном красном наряде в обстановке, напоминающей ограбление, а также вступает в роман с преступником, которого играет её реальный бойфренд ирландский актёр Барри Кеоган.
Песня «Please Please Please» была названа поп-музыкой, кантри-попом, синти-попом, диско-попом и яхт-роком.
В феврале 2025 года Карпентер выпустила делюксовое издание Short n' Sweet с дуэтной версией песни «Please Please Please» с участием американской певицы Долли Партон.

## Музыкальное видео
Клип на песню «Please Please Please» является продолжением клипа на песню «Espresso», выпущенного ранее в 2024 году. В клипе на песню «Espresso» Карпентер в конце арестовывают. «Я закончила прошлый клип арестом, поэтому, естественно, я подумала, что было бы здорово начать клип „Please Please Please“ в тюрьме», — сказала певица. «Мне понравилась идея влюбиться в заключённого и быть шокированной и смущённой каждый раз, когда он совершает преступления. Мне так повезло, что в клипе снялся Барри Кеоган, потому что он просто волшебный на экране», — сказала певица после выхода клипа. Ирландский актёр, по слухам, стал внеэкранным бойфрендом Карпентер после того, как их начали видеть вместе в декабре 2023 и в течение 2024 года.
Бардия Зейнали, режиссёр клипа, рассказал о вдохновении для клипа журналу GQ. «Концепция была довольно совместной. У меня был бриф от команды Сабрины — они хотели, чтобы клип развивался с того места, где закончился „Espresso“, и чтобы он был о человеке, в которого героиня Сабрины продолжает влюбляться, с хаотичным поведением. Так что я просто развил эту идею и начал больше думать о том, что конкретно произойдёт. Мне понравилась идея о том, что в конце произойдёт смена ролей и обмен властью. И повторяющиеся вещи, например, как она забирает его в одном и том же месте, в разный день, в разное время», — рассказал режиссёр GQ. «Пэм и Томми. Мадонна и Деннис Родман. Тарантино был большим ориентиром. Natural Born Killers. Бонни и Клайд, конечно. Даже „Тельма и Луиза“. Мы действительно искали отсылки к фильмам, как ни к чему другому, и к поп-культуре, чтобы понять, каким должен быть дух этого момента. Даже Джей Ло и Бен Аффлек — не для того, чтобы сослаться, а чтобы передать этот дух. Они похожи в том смысле, что это действительно захватывающая молодая пара, оба переживают важные моменты в своей карьере, собираются вместе и создают произведение искусства. Но это совсем не реальная жизнь — это (выдуманная) история», — говорит режиссёр.

## Коммерческий успех
22 июня 2024 года сингл «Please Please Please» дебютировал на втором месте в Billboard Hot 100 и одновременно первый сингл Сабрины Карпентер «Espresso» поднялся на 3-ю строчку. С этими треками, которые представляют ее альбом Short n’ Sweet, выходящий 23 августа, она стала первой солисткой — и всего лишь второй после The Beatles 60 лет назад — в истории Hot 100, которая одновременно разместила два первых сольных хита в топ-3 без участия других артистов. На следующей неделе песня заняла первое место в чарте, став ее первым чарттоппером в США.
Также «Please Please Please» возглавила хит-парад в Австралии, Великобритании, Ирландии, Израиле, Новой Зеландии, Норвегии и Streaming Songs США и попала в первую десятку в Исландии, Португалии, Канаде.
В Соединенном Королевстве, когда песня «Please Please Please» заняла первое место, а ее предыдущая песня «Espresso» — второе место в UK Singles Chart, Карпентер стала первой исполнительницей, которая удерживала две верхние позиции чарта пять недель подряд, и сравнялась с Эдом Шираном как единственный исполнитель, которому удалось добиться такого успеха в целом. 12 июля 2024 года песня «Please Please Please» была свергнута с вершины чарта UK Singles Chart, а «Espresso» вернулась на вершину
Сабрина Карпентер установила несколько рекордов и стала первым музыкантом, которому удалось возглавлять оба глобальных чарта Billboard с разными песнями и без соучастия других исполнителей. В чартах 6 июля 2024 года песня «Please Please Please» вторую неделю находилась на первом месте в Billboard Global 200, а сингл «Espresso» возвратился на первое место в чарте Billboard Global Excl. U.S. и занимал его в сумме шестую неделю. Также Карпентер стала первым музыкантом, у которого две песни занимали первые два места в Global 200 три недели подряд («Please Please Please» и «Espresso» на № 1 и № 2) (Она обошла Peso Pluma, который имел сходное достижение, но лишь две недели подряд в июне 2023 года). И сходное достижение певица имеет в чарте Global Excl. U.S. («Espresso» и «Please Please Please» на № 1 и № 2), где Карпентер становится первым артистом, который занимает две первые строчки чарта одновременно в течение двух недель подряд (среди всех артистов Jung Kook занимал первые два места в течение двух недель в 2023 году, но не в течение двух недель подряд). Карпентер также становится первым артистом, занявшим 1 и 2 места в глобальных хит-парадах Global 200 и Global Excl. U.S. одновременно в течение двух недель.
Дуэтная кантри-версия с участием Долли Партон вышла в в феврале 2025 года. Она дебютировала на 17-м месте в кантри-чарте Hot Country Songs. В то время как Карпентер записывает свой первый хит Hot Country Songs, Партон попадает в топ-20 в рекордно долгое седьмое десятилетие, начиная с ее первого хита в 1967 году.

## Концертные исполнения
Карпентер исполнила попурри из песен «Taste», «Please Please Please» и «Espresso» на церемонии 2024 MTV Video Music Awards 11 сентября 2024 года. Обозреватель Entertainment Weekly Лестер Фабиан Брэтвейт и обозреватель Vogue Ханна Джексон посчитали, что Карпентер воплотила в себе Спирс, Монро и Мадонну в мировом турне Blond Ambition World Tour. Песня «Please Please Please» также вошла в постоянный сетлист ее шестого хедлайнерского тура «Short n’Sweet Tour» (2024—2025).
Кроме того, Карпентер исполнила ее 26 октября 2024 года в Новом Орлеане вместе с американской певицей Тейлор Свифт во время турне Eras Tour (2023—2024) в качестве песни-сюрприза, в мэшапе с «Espresso» и «Is It Over Now?».
2 февраля 2025 года Карпентер исполнила песню «Please Please Please» на 67-й ежегодной церемонии вручения премии «Грэмми».

## Награды и номинации
| Организация              | Год  | Категория                        | Результат | Ссылка |
| ------------------------ | ---- | -------------------------------- | --------- | ------ |
| MTV Video Music Awards   | 2024 | Best Direction                   | Номинация | [ 42 ] |
| MTV Video Music Awards   | 2024 | Best Art Direction               | Номинация | [ 42 ] |
| MTV Video Music Awards   | 2024 | Song of Summer                   | Номинация | [ 42 ] |
| Camerimage               | 2024 | Golden Frog for Best Music Video | Номинация | [ 43 ] |
| Grammy Awards            | 2025 | Song of the Year                 | Номинация | [ 44 ] |
| iHeartRadio Music Awards | 2025 | Best Music Video                 | Номинация | [ 45 ] |

## Чарты
| Чарт (2024—2025)                                                        | Высшая позиция |
| ----------------------------------------------------------------------- | -------------- |
| Австралия (ARIA)                                                        | 1              |
| Австрия (Ö3 Austria Top 40)                                             | 13             |
| Бельгия/Фландрия (Ultratop 50)                                          | 30             |
| Канада (Billboard Canadian Hot 100)                                     | 3              |
| Канада (Billboard CHR/Top 40)                                           | 3              |
| Канада (Billboard Hot AC)                                               | 12             |
| Чехия (Singles Digitál Top 100)                                         | 15             |
| Дания (Tracklisten)                                                     | 8              |
| Финляндия (Suomen virallinen lista)                                     | 19             |
| Германия (GfK)                                                          | 33             |
| Мир (Billboard Global 200)                                              | 1              |
| Мир (Global Excl. US, Billboard)                                        | 1              |
| Ирландия (IRMA)                                                         | 1              |
| Исландия (Plötutíðindi)                                                 | 2              |
| Индия (IMI International Top 20 Singles, IMI)                           | 2              |
| Япония (Hot Overseas, Billboard Japan)                                  | 4              |
| Литва (AGATA)                                                           | 11             |
| Нидерланды (Dutch Top 40)                                               | 16             |
| Нидерланды (Single Top 100)                                             | 6              |
| Новая Зеландия (Recorded Music NZ)                                      | 1              |
| Норвегия (VG-lista)                                                     | 1              |
| Португалия (AFP)                                                        | 2              |
| Словакия (Rádio — Top 100)                                              | 47             |
| Словакия (Singles Digitál Top 100)                                      | 25             |
| Республика Корея (BGM, Circle)                                          | 80             |
| Испания (PROMUSICAE)                                                    | 23             |
| Швеция (Sverigetopplistan)                                              | 6              |
| Швейцария (Schweizer Hitparade)                                         | 12             |
| Великобритания (OCC UK Singles)                                         | 1              |
| США (Billboard Hot 100)                                                 | 1              |
| США (Billboard Adult Contemporary)                                      | 20             |
| США (Billboard Adult Pop Airplay)                                       | 9              |
| США (Billboard Dance/Mix Show Airplay)                                  | 15             |
| США (Billboard Hot Country Songs) · Duet version featuring Dolly Parton | 17             |
| США (Billboard Pop Airplay)                                             | 1              |

| Чарт (2024)                        | Позиция |
| ---------------------------------- | ------- |
| Австралия (ARIA)                   | 14      |
| Канада (Canadian Hot 100)          | 17      |
| Мир Global 200 (Billboard)         | 17      |
| Исландия (Tónlistinn)              | 9       |
| Нидерланды (Dutch Top 40)          | 76      |
| Нидерланды (Single Top 100)        | 60      |
| Новая Зеландия (Recorded Music NZ) | 10      |
| Филиппины (Philippines Hot 100)    | 11      |
| Швеция (Sverigetopplistan)         | 79      |
| Швейцария (Schweizer Hitparade)    | 81      |
| Великобритания UK Singles (OCC)    | 10      |
| США Billboard Hot 100              | 16      |
| США Adult Top 40 (Billboard)       | 37      |
| США Mainstream Top 40 (Billboard)  | 20      |

## Сертификации
| Регион | Сертификация  | Продажи   |
| --- | ------------- | --------- |
| Австралия (ARIA) | 5× Платиновый | 350 000   |
| Австрия (IFPI Austria) | Золотой       | 15 000    |
| Бельгия (BEA) | Золотой       | 20 000    |
| Бразилия (ABPD) | 3× Платиновый | 120 000   |
| Канада (Music Canada) | 5× Платиновый | 400 000   |
| Дания (IFPI Danmark) | Золотой       | 45 000    |
| Франция (SNEP) | Золотой       | 100 000   |
| Новая Зеландия (RMNZ) | 2× Платиновый | 60 000    |
| Польша (ZPAV) | Платиновый    | 50 000    |
| Португалия (AFP) | 2× Платиновый | 20 000    |
| Испания (PROMUSICAE) | Платиновый    | 60 000    |
| Великобритания (BPI) | 2× Платиновый | 1 200 000 |
| США (RIAA) | 3× Платиновый | 3 000 000 |
| Стриминг |               |           |
| Греция (IFPI Greece) | Платиновый    | 2 000 000 |
| Данные о продажах + прослушиваниях приведены только на основе сертификации. · Данные только о прослушиваниях приведены на основе сертификации. |               |           |

### Комментарии
1. ↑  Яхт-рок указан в нескольких публикациях:[16][17][18][19][20].
2. ↑  До Карпентер первые их два хита в Топ-3 в Billboard Hot 100 одновременно были только у группы The Beatles: «I Want to Hold Your Hand» & «She Loves You», 15, 22, 29 февраля и 7, 14, 21 и 28 марта 1964 года. Были и другие похожие случаи, но с участием сторонних артистов. Akon, DaBaby, DJ Khaled, Игги Азалия, Лудакрис и Macklemore & Райан Льюис также одновременно вывели в чарт свои первые два хита в топ-3 Hot 100, хотя и не с парами песен без других артистов[25].
3. ↑  The Beatles добились такого же успеха в 1960-х годах, дважды попав несколькими синглами на первые два места в чарте Великобритании. Джастин Бибер провел четыре недели в двух верхних строчках в 2015 году, а Эд Ширан - пять недель в двух случаях в 2017 году. Единственными женщинами, занимавшими первое и второе места одновременно, являются Мадонна (в 1985 году) и Ариана Гранде (2019 год). Но Карпентер - первая, кому удалось сделать это в течение трех недель подряд, а затем и пять недель подряд[31].